# Endocolium
Endocolium — рід грибів. Назва вперше опублікована 1937 року.

## Класифікація
До роду Endocolium відносять 3 види:
- Endocolium australiense
- Endocolium costaricanum
- Endocolium palmeriae